# 小倉駅北出入口
小倉駅北出入口（こくらえききたでいりぐち）は、福岡県北九州市小倉北区にある北九州高速道路2号線の出入口。

## 概要
北九州高速2号線の起点にして、小倉駅北口（新幹線口）の最寄出入口である。
当初の計画は紫川左岸に出入口を設置する予定であったが、1974年（昭和49年）の都市計画変更で、起点（小倉駅北出入口）の位置が浅野町3丁目（現在の小倉北区浅野3丁目、西日本総合展示場付近）に延伸された。しかし採算性を検討した結果、国道199号紫川大橋を改良すると同時に紫川大橋にランプを接続する計画に変更された。
1990年（平成2年）3月31日に小倉駅北出入口が供用開始され、東港ジャンクションにあった暫定出入口が廃止された。

## 道路
- 北九州高速2号線(201)

## 接続道路
- 国道199号

## 周辺
- JR九州 西小倉駅
- 日本製鉄八幡製鐵所（小倉地区）
- 小倉記念病院
- JR九州・JR西日本 小倉駅
  - アミュプラザ小倉
- JR九州ホテル小倉
- リーガロイヤルホテル小倉
- アジア太平洋インポートマート
- 西日本総合展示場
- あるあるCity
- セントシティ
- リバーウォーク北九州

## 料金所
- レーン数：2
  - ETC専用：1
  - 一般：1

## 隣
北九州高速2号線
(201)小倉駅北出入口 - 東港JCT - (202)日明出入口